# Jorge Guerricaechevarría
Jorge Guerricaechevarría est un scénariste espagnol, né le 10 juillet 1965 à Avilés (Province d'Oviedo).
En 1993, il est assistant réalisateur auprès de Pedro Almodóvar pour le film Kika, et, toujours avec ce dernier, en 1997, co-écrit le scénario d’En chair et en os (Carne trémula) du même réalisateur.
Depuis 1992, il co-écrit les scénarios des films d'Álex de la Iglesia, des comédies noires ou des films fantastiques ou d'horreur.

## Scénarios
- 1992 : Action mutante (Acción mutante) d'Álex de la Iglesia
- 1996 : Le Jour de la bête (El Día de la bestia) d'Álex de la Iglesia
- 1997 : En chair et en os  (Carne trémula) de Pedro Almodóvar
- 1997 : Perdita Durango  d'Álex de la Iglesia
- 1999 : Mort de rire (Muertos de risa) d'Álex de la Iglesia
- 2000 : Mes chers voisins (La Comunidad) d'Álex de la Iglesia
- 2002 : 800 balles (800 balas) d'Álex de la Iglesia
- 2002 : Robo más grande jamás contado de Daniel Monzón
- 2002 : Nos miran de Norberto López Amado
- 2004 : Le Crime farpait (Crimen ferpecto) d'Álex de la Iglesia
- 2006 : La Chambre de l'enfant d'Álex de la Iglesia
- 2008 : Crimes à Oxford d'Álex de la Iglesia
- 2013 : Les Sorcières de Zugarramurdi (Las brujas de Zugarramurdi) d'Álex de la Iglesia
- 2014 : El niño de Daniel Monzón (coscénariste avec Daniel Monzón)
- 2016 : Insiders (Cien años de perdón) de Daniel Calparsoro
- 2017 : El bar d'Álex de la Iglesia
- 2017 : Perfectos desconocidos d'Álex de la Iglesia
- 2019 : Eye for an Eye (Quien a hierro mata) de Paco Plaza
- 2021 : Veneciafrenia d'Álex de la Iglesia

## Distinction

### Récompense
- Prix Goya 2010 : meilleure adaptation pour Cellule 211[1]